# 川越市立大東西中学校
川越市立大東西中学校（かわごえしりつ だいとうにしちゅうがっこう）は、埼玉県川越市藤倉にある公立中学校。

## 沿革
- 1987年4月1日 - 川越市立大東中学校の大規模化を解消するために川越市立大東西中学校として設立
- 1987年7月29日 - 校章制定
- 1987年11月14日 - 校歌、校旗制定[1]

## 教育目標
「豊かな心をもち、たくましい生徒」
- 自ら考え、自ら学ぶ生徒（知育）
- 豊かな心を育む生徒（徳育）
- 心身の健康に努める生徒（体育）
- 夢や希望をもつ生徒[2]

## 部活動

### 運動部
- 野球部
- サッカー部
- 男子バスケット部
- 女子バスケット部
- 女子バレー部
- 陸上部
- 男子卓球部
- 女子卓球部
- 女子ソフトテニス部[3]

### 文化部
- 吹奏楽部
- 美術部[3]

## 通学区域
- 大袋新田
- 増形
- 南台3丁目
- かし野台
- 山城
- 藤倉
- 高橋
- 日東町
- 大袋
- 南台2丁目
- 猪鼻
- 豊田本
- 南大塚
- 南大塚1丁目
- 南大塚2丁目[4]